# Princesa Projectra
La Princesa Projectra (más tarde Sensor Girl) es una personaje ficticia, una superheroína del universo de DC Comics. Normalmente retratada como un miembro altivo de una familia real alienígena, es de los siglos 30 y 31 y es miembro de la Legión de Super-Héroes.
Projectra fue una de las primeras creaciones de Jim Shooter en Legión de Super-Héroes que ayudó a cimentar su lugar en la historia como uno de los creadores seminales de la IP.Shooter vendió el guion original en el que Projectra debutó al editor de DC Comics Mort Weisinger cuando Shooter tenía solo 14 años.

## Historial de publicaciones
En 1965, cuando tenía apenas 13 años, Jim Shooter envió un guion no solicitado al editor de DC Comics, Mort Weisinger. Weisinger quedó tan impresionado que le pidió a Shooter que le enviara otro guion.Shooter creó una breve historia de origen para la Princesa Projectra y varios otros personajes y la envió. Weisinger compró todos estos y de inmediato comenzó a darle tareas de escritura.
La historia de Shooter en Projectra apareció por primera vez en Adventure Comics #346 (julio de 1966) ("One of Us Is a Traitor"), cuando Shooter tenía 14 años.Más tarde, el personaje renunció a la Legión de Super-Héroes y dejó el título, aunque el escritor posterior del Legionario Paul Levitz siempre tuvo la intención de traerla de regreso a la serie de alguna forma.
En 1985, en la historia ¿Quién es Sensor Girl?, se presentó un nuevo personaje, "Sensor Girl". Este personaje estaba completamente enmascarado y, cuando finalmente lo desenmascararon, resultó haber sido Projectra todo el tiempo.
La verdadera identidad de Sensor Girl era desconocida para los demás personajes de la historia e incluso para algunos de los creadores del título. El dibujante Steve Lightle, que creó el traje de Sensor Girl, no tenía idea de que se suponía que el personaje era la Princesa Projectra, y creía que era Supergirl. Se cree que a Levitz se le ocurrió la idea de que Sensor Girl era Projectra mucho después de que se desarrollara la historia.
Después de esta historia, volvió a su identidad de "Projectra", pero podría decirse que la asociación más duradera del personaje es con este breve interludio como personaje misterioso.
A partir de la serie Legion of Super Heroes: Millennium de julio de 2019, el personaje recibió un importante rediseño visual.

## Biografía ficticia
Projectra (a menudo llamada por su apodo "Jeckie", una forma abreviada de su nombre) es miembro de la familia real del planeta de baja tecnología Orando, y posee la capacidad sobrehumana de generar ilusiones que afectan los cinco sentidos.Durante su membresía en la LSH, ella conoció, se enamoró y se casó con el artista marcial Karate Kid. Después de que su padre, el rey Voxv, murió, ella luchó contra su primo Pharoxx y su abuela y mentora, Hagga, quienes intentaron usurpar el trono. Después se convirtió en la Reina Projectra de Orando, y ella y Karate Kid se convirtieron en miembros de reserva de la Legión de Super-Héroes. Cuando la Legión de Super-Villanos invadió Orando, Nemesis Kid derrotó a Karate Kid en combate personal. Un Karate Kid moribundo usó lo último de su fuerza para destruir la maquinaria de la Legión de Super-Villanos que intentaba trasladar Orando a otra dimensión.Posteriormente, Projectra mató a Némesis Kid en venganza, alegando privilegio real para hacerlo a pesar de que violaba el código de la Legión contra el asesinato. Ella renunció a la Legión de Super-Héroes durante el funeral de Karate Kid y usó los dispositivos de deformación de la Legión de Super-Villanos para llevar a Orando a otra dimensión para preservarlos de la tecnología y los peligros del siglo 30.
Más tarde, sus mayores ordenaron a Projectra que pagara penitencia por llevar indirectamente a la Legión de Super-Villanos a Orando y regresar a la dimensión de la Legión, usando el seudónimo de Sensor Girl.Sus poderes fueron mejorados dándole la capacidad de ver más allá de las ilusiones de la vida (como las "ilusiones" de la distancia y los obstáculos físicos). En lugar de crear ilusiones obvias, usó sus efectos de proyección de ilusiones para bloquear parcial o completamente los sentidos de sus oponentes, proyectar una ilusión de oscuridad (similar a la de Shadow Lass) o desorientar a las víctimas haciendo que pareciera que su piel había desaparecido. Projectra mantuvo en secreto la base de sus alteraciones sensoriales, ya que los enemigos familiarizados con sus ilusiones podrían ignorarlas. Inicialmente, ella mantuvo su identidad oculta incluso a sus compañeros legionarios, excepto a Saturn Girl, quien respondió por ella. También se cubrió con un disfraz ilusorio que enmascaró completamente su rostro. Algunos legionarios (particularmente Brainiac 5) creían que ella era un clon de Supergirl, que había sido asesinada por el Anti-Monitor durante la Crisis. Más tarde, Projectra fue desenmascarada por la Emperatriz Esmeralda durante una batalla con los Cinco Fatales. Después, sin embargo, la mayoría de las personas fuera de la Legión continuaron sin conocer su verdadera identidad. Sensor Girl fue en un momento la líder de la Legión.Ella vino a renunciar al trono de Orando.
Dentro de los cinco años posteriores a las Guerras Mágicas, la Tierra cayó bajo el control encubierto de los Dominadores y se retiró de los Planetas Unidos . Durante este período, Projectra perdió sus habilidades mejoradas de Sensor Girl (aunque sus poderes originales de creación de ilusiones permanecieron). Algún tiempo después, los miembros del altamente clasificado "Batch SW6" de los Dominators escaparon del cautiverio. Originalmente, el lote SW6 parecía ser un grupo de clones de legionarios adolescentes, creados a partir de muestras aparentemente tomadas justo antes de la muerte de Ferro Lad a manos del Sun-Eater. Más tarde, se reveló que eran duplicados de la paradoja del tiempo, tan legítimos como sus contrapartes anteriores, pero la versión SW6 de Projectra murió en batalla (junto con Chameleon Boy y Karate Kid de SW6) luchando contra las tropas del Dominio.

### Reinicio Post-Hora Cero
El evento de 1994 conocido como Hora Cero eliminó a Projectra/Sensor Girl de la continuidad. Un nuevo personaje no humanoide de Sensor con poderes similares fue introducido en su lugar en la continuidad del reinicio.

### Tres Botas
En la continuidad de 2004, Projectra vuelve a ser humana. Inicialmente se la representa como una niña malcriada de la realeza de Orando y una partidaria sin poderes pero económicamente bien dotada de la nueva Legión. Su comportamiento cambia cuando su mundo natal es destruido, dejándola sin familia ni privilegios económicos ni sociales. La actitud de Projectra se ha vuelto cada vez más fría, distante y casi egoísta por naturaleza. La trágica desaparición de sus padres también ha despertado sus poderes hereditarios, la capacidad de generar ilusiones, basada en una forma particular de brujería.
Desde entonces, ha expresado cierto grado de interés en la historia de la humanidad, especialmente en las acciones de los héroes del siglo XXI tal como se detallan en los cómics, y a menudo pide a sus amigos que traduzcan cómics antiguos del inglés al Interlac. Ella está en una relación con Timber Wolf.
Ella ha llegado a culpar a la Legión y a los Planetas Unidos por la destrucción de Orando, volviéndose cada vez más fría y solitaria con el paso del tiempo. Al conocer a algunos supervivientes de Orando , planea su venganza contra la Legión, al principio de forma furtiva y encubierta, y luego tomando algunas medidas crueles y proactivas. Estos pasos incluyeron tener a Nura Nal, en ese momento atrapada en la mente de Brainiac 5, cegada y despojada de sus poderes por las representaciones físicas de las inhibiciones e impulsos de Brainiac 5(ella habría sido asesinada, si no fuera por su superioridad de disciplina mental); golpear brutalmente a Phantom Girl; y limpiar hipnóticamente la mente de Saturn Girl para evitar que ella le diga la verdad sobre sus hallazgos.A pesar de que Timber Wolf descubrió su traición al mismo tiempo que Imra, y sin ser descubierto, ocultó deliberadamente las pruebas en su contra, activando el anillo de alarma de la Legión de Phantom Girl solo cuando estaba seguro de que Projectra estaba lejos, salvando la vida de Tinya pero concediéndole su Impunidad amante.
Acercándose el final de la actual etapa de la Legión, el poder de la Princesa Projectra aumentó exponencialmente, otorgándole un dominio absoluto del id de los individuos. Además de crear ilusiones, su brujería ahora puede alterar brevemente el comportamiento de los individuos, obligándolos a actuar a partir de sus emociones más básicas, como la rabia y la lujuria,e incluso otorgar una forma tangible a las inhibiciones y al rincón más oscuro de la psique de alguien.Sus mayores poderes ahora están alimentados por el deseo de venganza y el id persistente de todos los que murieron en Orando.
Dado que sus poderes, impulsados por la magia, son capaces de aprovecharse del subconsciente y de la parte más atávica del cerebro humano, ella es más poderosa que una telépata experta como Saturn Girl, ya que un telépata siempre debe comenzar desde las funciones cerebrales más conscientes y superiores: Debido a esta diferencia, la encarnación de Projectra Threeboot, a pesar de no poder ocultar su enojo a Saturn Girl, pudo borrarle la mente, colocando en la mente de Imra recuerdos falsos convincentes tan precisos como para engañarla.

### Post-Crisis Infinita
En las páginas de Justice Society of America #6, la pre-Crisis Sensor Girl aparentemente regresa, y ahora es el séptimo Legionario pre-Crisis que llega junto con Dream Girl, Star Boy, Dawnstar, Wildfire, Timber Wolf y Karate Kid. El escritor Geoff Johns ha indicado que este grupo es, para todos los efectos, la Legión original, que simplemente ha estado "desaparecida" de la continuidad desde Crisis on Infinite Earths, posiblemente debido a maquinaciones del Trampero del Tiempo. Una diferencia en la historia de Sensor Girl es el pleno conocimiento de Superman de su verdadera identidad como Projectra antes de Crisis en Tierras Infinitas; En la continuidad original, esta revelación se hizo en la línea de tiempo post-Crisis.
Sensor Girl, después de ser enviada al pasado junto con los otros seis legionarios, sufrió una especie de crisis mental y se escondió en Slaughter Swamp hasta que su presencia casi fue descubierta por Damage, Liberty Belle, Wonder Woman, Hourman y Black Lightning. Luego ella creó la ilusión de un escondite abandonado de la Sociedad Secreta de Supervillanos (que visualmente se asemeja a una versión deteriorada del Salón de la Perdición), junto con ilusiones de Triplicate Girl y Computo para tratar de mantenerlos distraídos.
La ilusión de Computo atacó a los héroes hasta que llegaron los Legionarios y el resto de la Liga de la Justicia y la Sociedad de la Justicia. Dawnstar despertó a Sensor Girl usando la "palabra de despertar" que se usó en los demás (Lightning Lad en Interlac). Sin embargo, Superman recordó la batalla original entre Computo y los Legionarios, cuando Computo mató a una de las copias de Triplicate Girl, convirtiéndola así en Duo Damsel. Él y Power Girl vieron a través de la fachada usando su visión de rayos X. Sin embargo, los siete Legionarios ya se habían ido cuando se dieron cuenta, con Sensor Girl todavía jugando la batalla simulada. Al reunirse con su equipo, Sensor Girl participó en un misterioso ritual usando pararrayos creados por Brainiac 5.
Sensor Girl regresó al futuro después de que los Legionarios completaran su misión en el siglo XXI. Algún tiempo después, cuando la Legión fue desacreditada por el Hombre Tierra y su "Liga de la Justicia de la Tierra", ella fue contada entre los Legionarios desaparecidos que habían desaparecido durante la dispersión de la Legión por la galaxia. Se revela en Superman #692 que Sensor Girl vive en la Metrópolis del siglo XXI, con el nombre de "Oficial Wilcox" y trabajando para la Policía Científica.
Como se revela en Adventure Comics (vol. 2) #8, Sensor Girl es parte de un equipo secreto enviado por el fallecido R.J. Brande al siglo XXI para salvar el futuro en la historia de Last Stand of New Krypton.